# Canal de Lachine

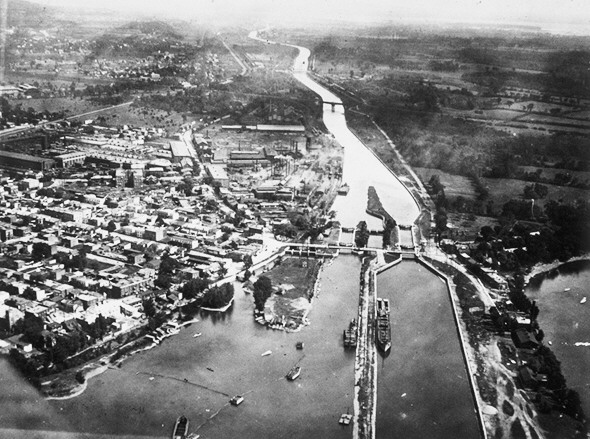
Fotografia aérea do canal em 1920.

O Canal de Lachine é um canal hidroviário inaugurado em 1825, que permitiu a navegação segura de navios na região da Ilha de Montreal, no Rio São Lourenço, no Canadá. Está localizado entre  o centro histórico e as regiões de Lasalle e Lachine passando pelo Sud-Ouest. Tornou-se obsoleto em 1959, quando o Canal Marítimo de São Lourenço foi construído. Porém, o canal de Lachine existe até hoje.